# Wolfgang Walter (Mathematiker)
Wolfgang Ludwig Walter (* 2. Mai 1927 in Schwäbisch Gmünd; † 26. Juni 2010 in Karlsruhe) war ein deutscher Mathematiker und Hochschullehrer.

## Leben und Wirken
Wolfgang Walter war Sohn von Eugen Walter (Gmünder Oberlehrer und Direktor des Landeswaisenhauses) und dessen Ehefrau Hildegard Walter, geborene Reich. Er besuchte das Parler-Gymnasium in Schwäbisch Gmünd und studierte von 1947 bis 1952 Mathematik und Physik an der Universität in Tübingen, an der er 1956 zum Dr. rer. nat. promoviert wurde (Titel der mathematischen Dissertation: Mittelwertsätze und ihre Verwendung zur Lösung von Randwertaufgaben). Von 1953 bis 1955 war er im Schuldienst tätig. Danach erhielt er ein Stipendium der Deutschen Forschungsgemeinschaft und kam 1957 an die TH bzw. Universität Karlsruhe, an der er sich 1960 habilitierte, im selben Jahr wurde er Dozent und erhielt den Dozentenpreis der Karl-Freudenberg-Stiftung. 1961 wurde in Karlsruhe Wissenschaftlicher Rat und 1963 ordentlicher Professor für Mathematik sowie Institutsdirektor an der Fakultät für Mathematik. Von 1975 bis 1977 war er ihr Dekan. Sein Arbeitsgebiet war die Analysis mit Schwerpunkt Differentialgleichungen und ‑ungleichungen. An einigen anderen Universitäten, auch in den Vereinigten Staaten von Amerika und Kanada, war er als Gastprofessor tätig. Er veröffentlichte unter anderem zahlreiche Fachaufsätze. 1995 wurde er emeritiert.
Ab 1986 war er Präsident bzw. von 1986 bis 1992 Vizepräsident der Gesellschaft für Angewandte Mathematik und Mechanik (GAMM).
Er starb nach schwerer Krankheit im Juni 2010 mit 83 Jahren und wurde auf dem Hauptfriedhof Karlsruhe bestattet.
Wolfgang Walter war katholisch, ab 1957 verheiratet mit Irmgard Walter, geborene Scheu, lebte in Karlsruhe-Waldstadt und hatte drei Kinder (Wolfgang V. Walter, der als Numerik-Professor an der Technischen Universität Dresden tätig wurde, Susanne und Katrin).

## Auszeichnungen
- 1959: Dozentenpreis der Karl-Freudenberg-Stiftung[7]

## Schriften (Auswahl)
- Differential- und Integral-Ungleichungen und ihre Anwendung bei Abschätzungs- und Eindeutigkeitsproblemen. 1964.
- Differential and Integral Inequalities. 1970.
- Einführung in die Theorie der Distributionen. 2. Auflage 1974.
- Einführung in die Potentialtheorie. 1971.
- Gewöhnliche Differentialgleichungen. 2. Auflage 1976.
- Gewöhnliche Differentialgleichungen. Eine Einführung (= Heidelberger Taschenbücher. Band 110). Springer, Berlin u. a. 1972, ISBN 3-540-05867-2.
- Analysis 1 (= Grundwissen Mathematik. Band 3). Springer, Berlin u. a. 1985, ISBN 3-540-12780-1.
- Analysis 2 (= Grundwissen Mathematik. Band 4). Springer, Berlin u. a. 1990, ISBN 3-540-12781-X.